# Marats Tod
Marats Tod (norwegisch: Marats død), auch Der Tod des Marat genannt, ist ein Bildmotiv des norwegischen Malers Edvard Munch, das er in den Jahren 1906 und 1907 in drei Gemälden und einer Lithografie ausführte. Darin verknüpfte Munch ein persönliches Erlebnis, eine Auseinandersetzung mit seiner Geliebten Tulla Larsen, bei der Munch angeschossen wurde und ein Fingerglied verlor, mit einem historischen Ereignis, der Ermordung Jean Paul Marats, einer der Führungsfiguren der Französischen Revolution, durch Charlotte Corday. In Jacques-Louis Davids  Historiengemälde Der Tod des Marat aus dem Jahr 1793 hatte Munch einen bekannten Vorläufer. Die Hauptwerke seines Motivs sind zwei Gemälde, die als Marats Tod I und Marats Tod II bezeichnet werden. In einem Zeitraum von sechs Monaten entstanden, dokumentieren sie einen deutlichen Wechsel in Munchs Malstil.

## Bildbeschreibung
Marats Tod I zeigt ein Interieur in einem Raum mit grünen Wänden. Ein Mann, der sich unschwer als Edvard Munchs Alter Ego erkennen lässt, liegt nackt ausgestreckt auf einem weißen, mit Blutflecken bedeckten Laken. Das Bett bildet einen Winkel zur Bildebene, so dass die starke perspektivische Verkürzung laut Arne Eggum und Sissel Biørnstad zu einer „aggressiven Diagonalen“ führt. Die Frau im Vordergrund, die Züge Tulla Larsens trägt, ist ebenfalls nackt und frontal dem Betrachter zugewandt. Sie steht starr, als wäre sie zu einer Salzsäule erstarrt. Die rechte untere Ecke nimmt ein runder Tisch ein, auf dem sich ein Damenhut und ein Obstkorb befinden. Der Malstil ist ein an den Fauvismus erinnerndes starkes Impasto, in dem die pastosen Farben sehr dick aufgetragen werden, so dass eine reliefartige Struktur erhalten bleibt, in der man etwa Pinselstriche erkennen kann.
Marats Tod II ist in einer anderen Maltechnik umgesetzt. Die Grundelemente, der liegende nackte Mann auf dem Bett, die frontal dem Betrachter zugewandte starr stehende Frau, sind dieselben. Dieses Mal bilden allerdings die vertikale Frauenfigur und das horizontale Bett einen rechten Winkel. Die Formblöcke sorgen laut Barbara Schütz für eine statische Stabilität, hingegen kommt durch den Pinselduktus Unruhe ins Bild. Die Farben sind über das ganze Bild hinweg in Linien aufgetragen, wobei die Linien in Länge und Breite stark variieren. Das Motiv wird so geometrisiert, es entsteht laut Schütz eine „nervös-grobmaschige, stellenweise auf[…]gerissene Farbstrichtextur“. Die Farben sind kräftig und werden bestimmt durch die komplementären Farbkombinationen Grün und Rot sowie Gelb und Blau. Nach Munchs eigenen Worten geht es in dieser Technik darum, „Fläche und Linien aufzubrechen … mit ausgesprochen breiten oft meterlangen Linien oder vertikalen[,] horizontalen und diagonalen Pinselstrichen“.

## Interpretation
Munch malte häufig mehrere Versionen desselben Motivs. Üblicherweise tragen aber alle denselben Titel und sind nicht durchnummeriert. Daher sind für Arne Eggum und Sissel Biørnstad die angehängten römischen Ziffern bereits ein bewusst gesetzter Hinweis auf den bekannten gleichnamigen Vorgänger Der Tod des Marat von Jacques-Louis David, von dem sich Munch abheben wollte. Ein offenkundiger Unterschied zwischen den beiden Bildern ist, dass in Davids Bild nur der sterbende Marat abgebildet ist und es keine Spur seiner Mörderin gibt, während sie bei Munch im Mittelpunkt steht und das Geschehen dominiert.

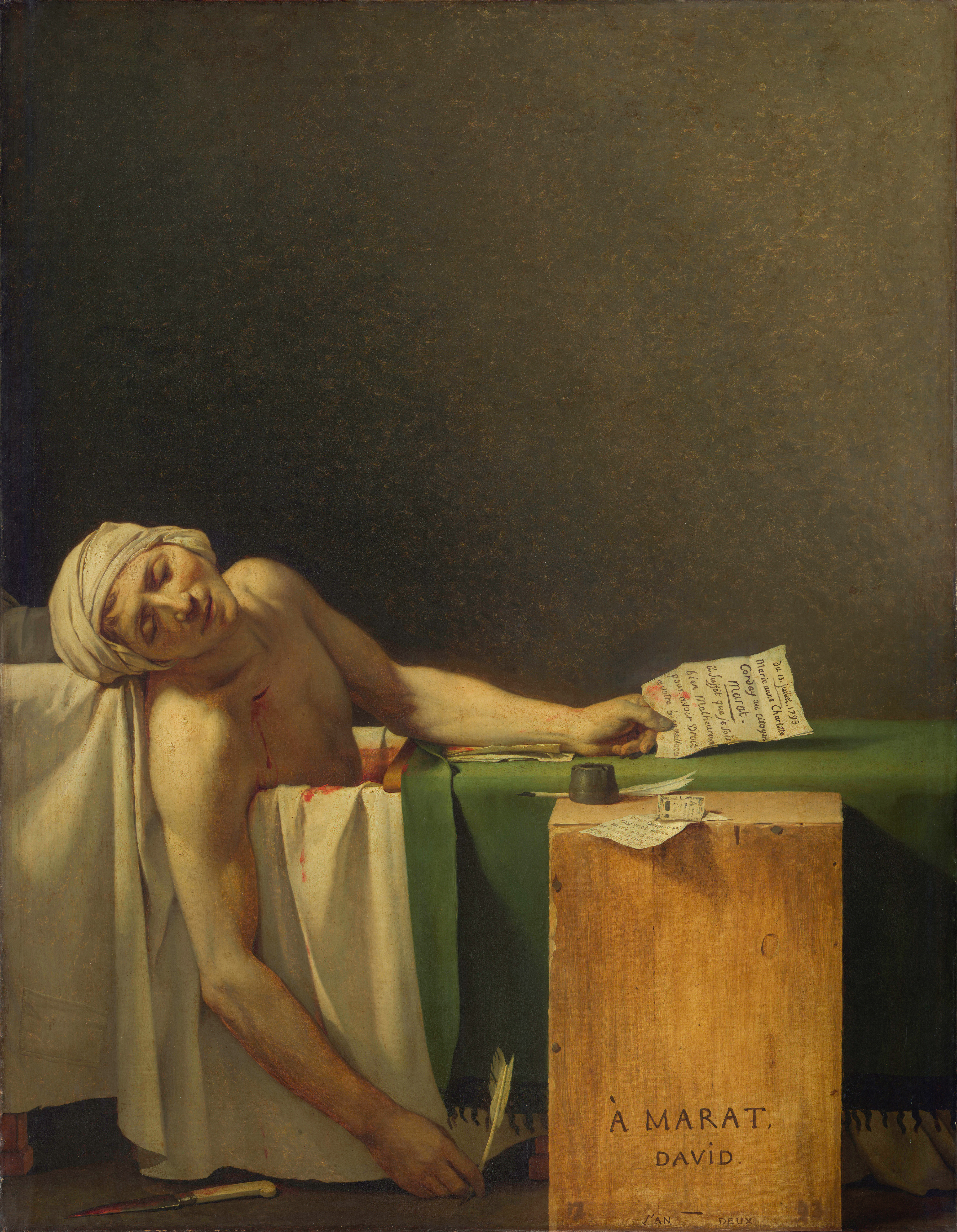
Jacques-Louis David: Der Tod des Marat (1793), Öl auf Leinwand, 162 × 128 cm, Königliche Museen der Schönen Künste, Brüssel

Für Michael Glover ist die Darstellung in Marats Tod I „ein emotionaler Mahlstrom“, in dem vom Strudel der Linienführung, den vernarbten Pinselspuren bis zu den irrationalen Farben alles mit großer Lebendigkeit und Gewalt auf den Betrachter einstürzt. Dennoch strahlt die Frauenfigur im Zentrum, die der Ausgang des Geschehens ist, eine Ruhe und Indifferenz aus, die nicht von dieser Welt zu sein scheint. In ihrer dünnen, blassen, enervierenden Schönheit erinnert sie vielmehr an einen Geist, der auf den Betrachter zuzuschweben scheint. Sie wirft einen großen, unheilvollen Schatten an die Wand, der andeutet, dass die Dinge nicht so sind, wie sie scheinen. Der Körper des Toten dagegen wirkt grob und lieblos zur Seite geräumt wie eine weggeworfene Puppe.
Wie in vielen Werken Edvard Munchs geht es laut Michael Glover auch in Marats Tod um den Kampf der Geschlechter und die schreckliche, vampirhafte Unberechenbarkeit des Weiblichen, das so verführerisch wie angsteinflößend ist. Thomas W. Gaehtgens beschreibt Munchs Variation des Marat-Themas als „Gleichnis des grausamen, existentiellen Geschlechterkampfes“. Arne Eggum und Sissel Biørnstad sehen in der zerstörerischen Macht einer Frau über den Mann ein Thema, das sich durch sein gesamtes Werk zieht. Matthias Arnold hält das „Männer mordende Weib“ für Munchs „zentrales psychisches Problem“, das sich mit paranoiden Ängsten, Zwangsvorstellungen und einer Form von Midlife Crisis um die Entstehungszeit der Gemälde herum zu einer Krise auswuchs, die sich immer wieder in starkem Alkoholkonsum und aggressiven Ausfällen Bahn brach.

## Autobiografischer Hintergrund
Im Jahr 1898 lernte Edvard Munch Mathilde, genannt „Tulla“, Larsen, die sechs Jahre jüngere Tochter eines reichen norwegischen Weinhändlers kennen. In den folgenden Jahren verbrachte der Künstler seine Sommeraufenthalte in Norwegen zum Teil an Larsens Seite und nahm sie auch auf Auslandsreisen mit. Die Beziehung war allerdings problematisch, Matthias Arnold spricht von einer Hassliebe: Munch, der ohnehin ein schwieriges Verhältnis zu Frauen hatte, fühlte sich von der jungen, besitzergreifenden Frau erotisch angezogen, gleichzeitig jedoch bedrängt und seiner Freiheit beraubt. Tulla Larsen wurde häufig als Munchs Verlobte bezeichnet, Hochzeitspläne wurden geschmiedet, auch wenn Munch im Nachhinein behauptete, dass nur Larsen von Verlobung gesprochen und er nie Heiratsabsichten gehabt hätte. Im Jahr 1902 kam es zum dramatischen Höhe- wie Endpunkt der Beziehung, als sich in einer ungeklärten Auseinandersetzung, möglicherweise nach einem inszenierten Suizidversuch, ein Schuss aus einem Revolver löste (wobei nicht bekannt ist, in wessen Hand er sich befand) und Munch das oberste Glied seines linken Mittelfingers verlor.

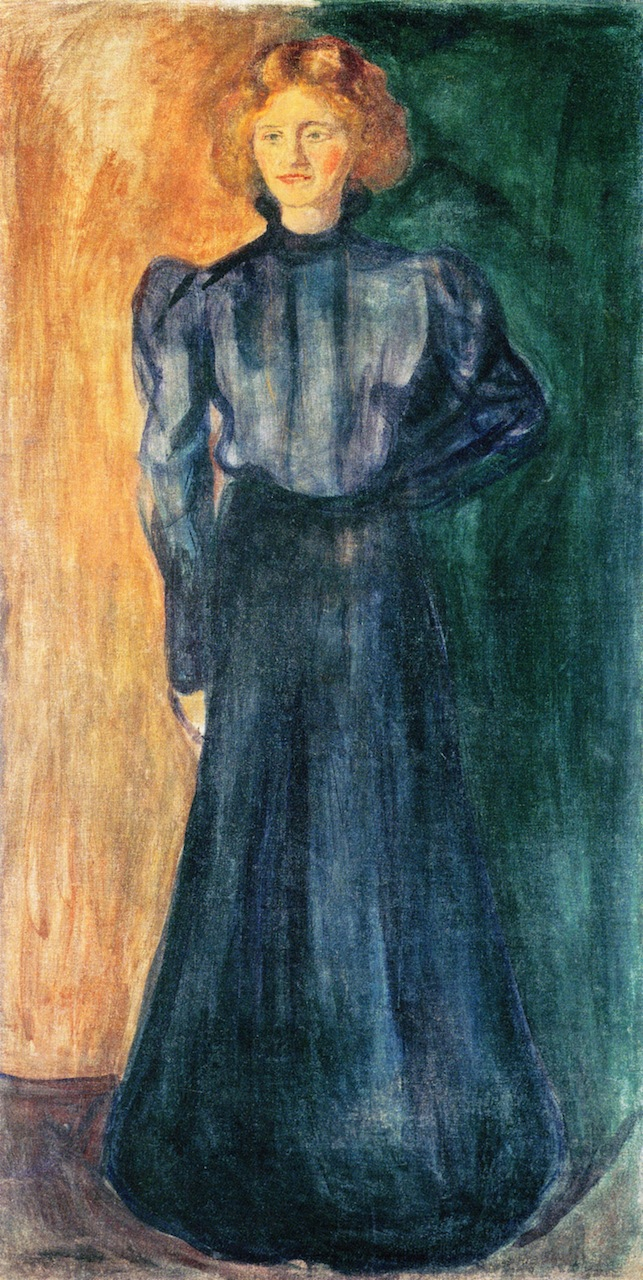
Tulla Larsen (1898/99), Öl auf Leinwand, 119,5 × 61 cm, Munch-Museum Oslo
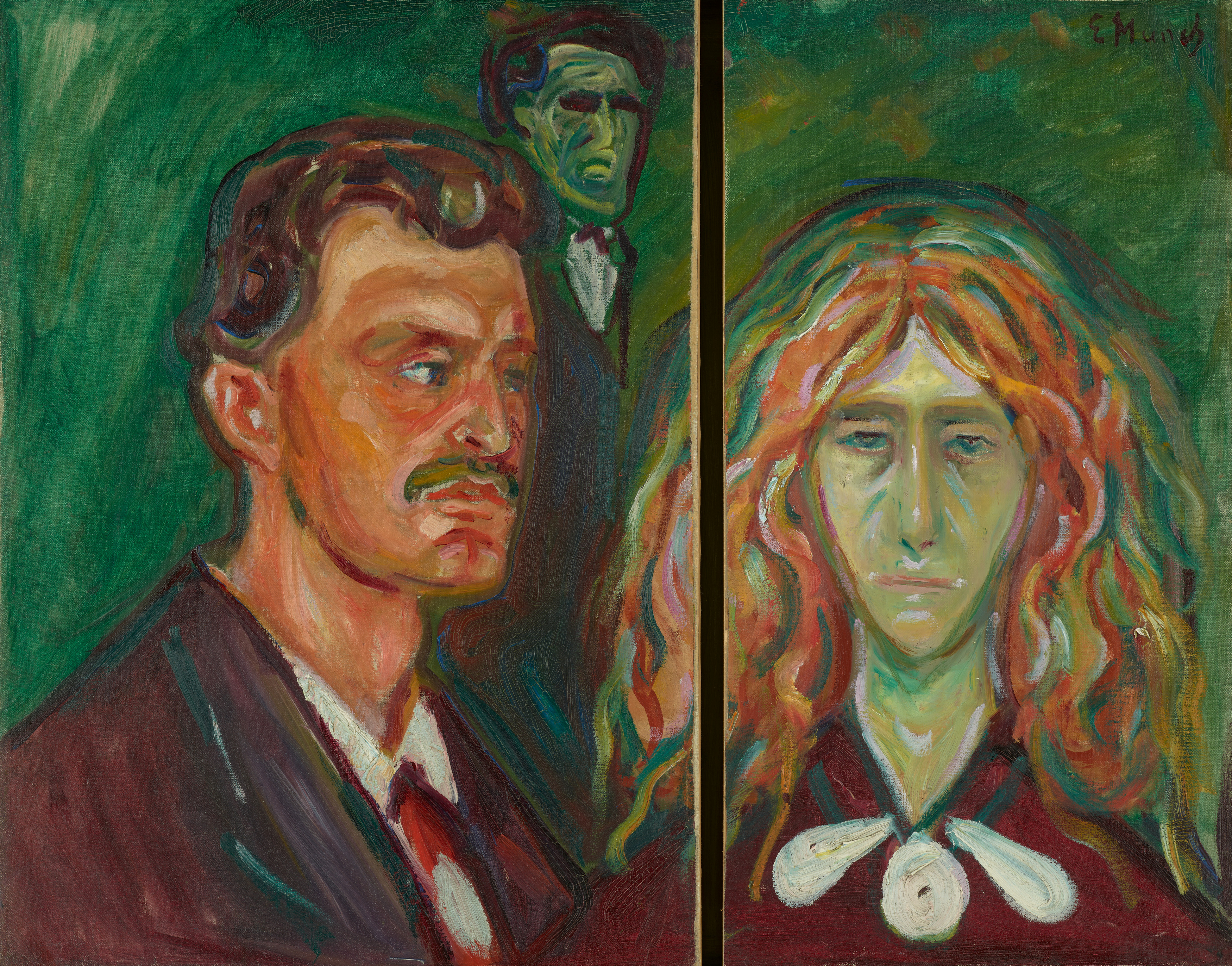
Selbstporträt mit Tulla Larsen (1905), Öl auf Leinwand, 64 × 45,5 und 62 × 33 cm, Munch-Museum Oslo
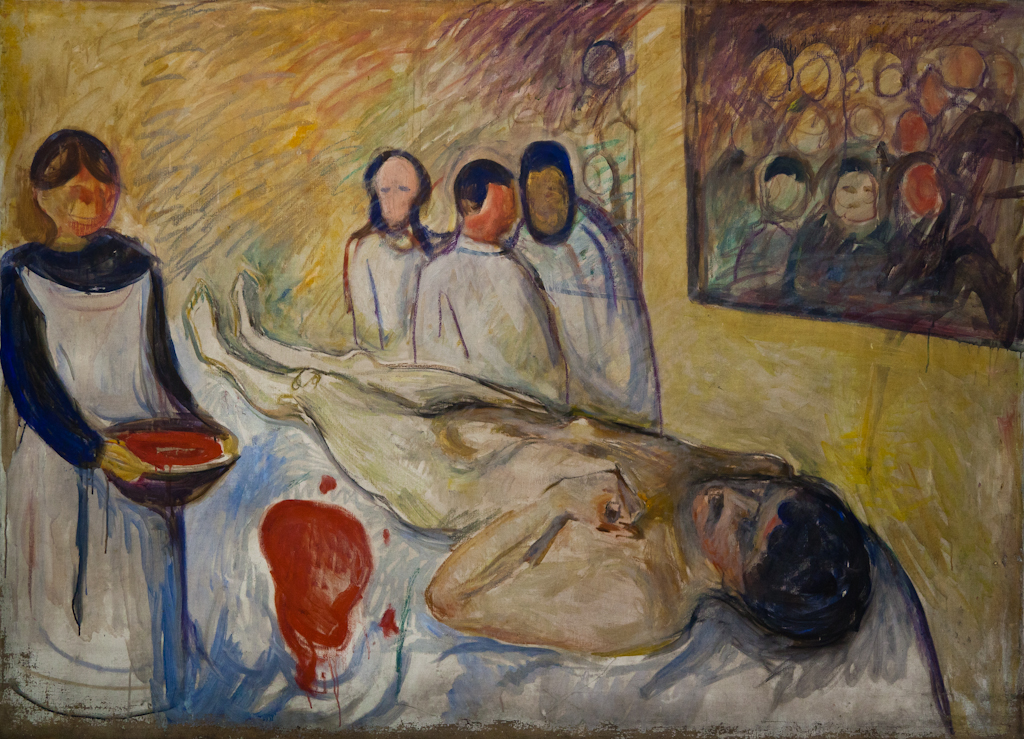
Auf dem Operationstisch (1902/03), Öl auf Leinwand, 109 × 149 cm, Munch-Museum Oslo

Laut Arne Eggum und Sissel Biørnstad hinterließ das Ereignis, das sich in seinem Ferienhaus in Åsgårdstrand abspielte, tiefe Narben in dem Maler. Nach den Aufzeichnungen der Klinik bestand Munch bei der folgenden Operation ungeachtet seiner Schmerzen auf lokaler Betäubung, um die Behandlung verfolgen zu können. Im Gemälde Auf dem Operationstisch aus den Jahren 1902/1903 hielt er seine Eindrücke fest. Das Bild wurde zum Ausgangspunkt der zahlreichen Variationen des Themas, die er in den folgenden Jahren anfertigen sollte, darunter auch das Motiv Marats Tod. Im Rahmen der Behandlung wurde auch ein Röntgenbild von Munchs Hand mit der Kugel angefertigt, das im Besitz des Munch-Museums Oslo ist und ebenfalls ausgestellt wird.
Auch wenn Munch die linke Hand beim Malen nur für das Halten der Palette brauchte, wurde er durch den verstümmelten Finger und andauernde Schmerzen zeitlebens an das Geschehen erinnert und in seiner Furcht vor der Gefährlichkeit des Weiblichen bestätigt. In einem Brief an seinen Freund Jappe Nilssen schrieb Munch 1908/09: „Ich verstehe ja, daß niemand zu Hause gesehen und begriffen hat, zu welch niederträchtigen Handlungen ein reiches Mädchen aus der Gesellschaft, das nicht mehr bei seiner Mama wohnen möchte und der Meinung ist, mit 30 Jahren sei die Jungmädchenzeit vorbei, fähig ist – und daß seine Abnehmer und Zuhälter … willig waren, das Grab zu graben, in das ich gefallen bin – weil sie das Theaterstück geschrieben haben, das mich fertigmachen sollte … Es traf mich mitten ins Herz.“

## Entstehung und Werkkontext
Die Ereignisse des Jahres 1902 beschäftigten Munch viele Jahre lang. Von 1905 an fertigte er unterschiedliche Zeichnungen, Lithografien und Gemälde, in denen er in seinem Sommerhaus in Åsgårdstrand blutend im Bett liegt, während Tulla Larsen daneben steht. Im Vordergrund befindet sich ein Tisch mit einem Buch, einem Glas, einem Strohhut oder einer Obstschale. Diese Accessoires, die sich auch in Marats Tod wiederfinden, haben nach Munchs Aufzeichnungen tatsächlich eine Rolle bei der Auseinandersetzung im Jahr 1902 gespielt. Munch gab den Bildern Titel wie Mord oder Die Mörderin, siehe die Liste der Gemälde von Edvard Munch. Im Jahr 1907 stellte er in Berlin eines der Bilder unter dem Titel Stilleben: Die Mörderin aus. Auf dieses Bild dürfte sich Munchs bekannter Ausspruch beziehen, mit dem er seinen Stil von dem bekannter Vorbilder absetzte: „Ich habe ein Stilleben genauso gemalt wie Cézanne, nur daß ich im Hintergrund eine Mörderin und ihr Opfer malte.“

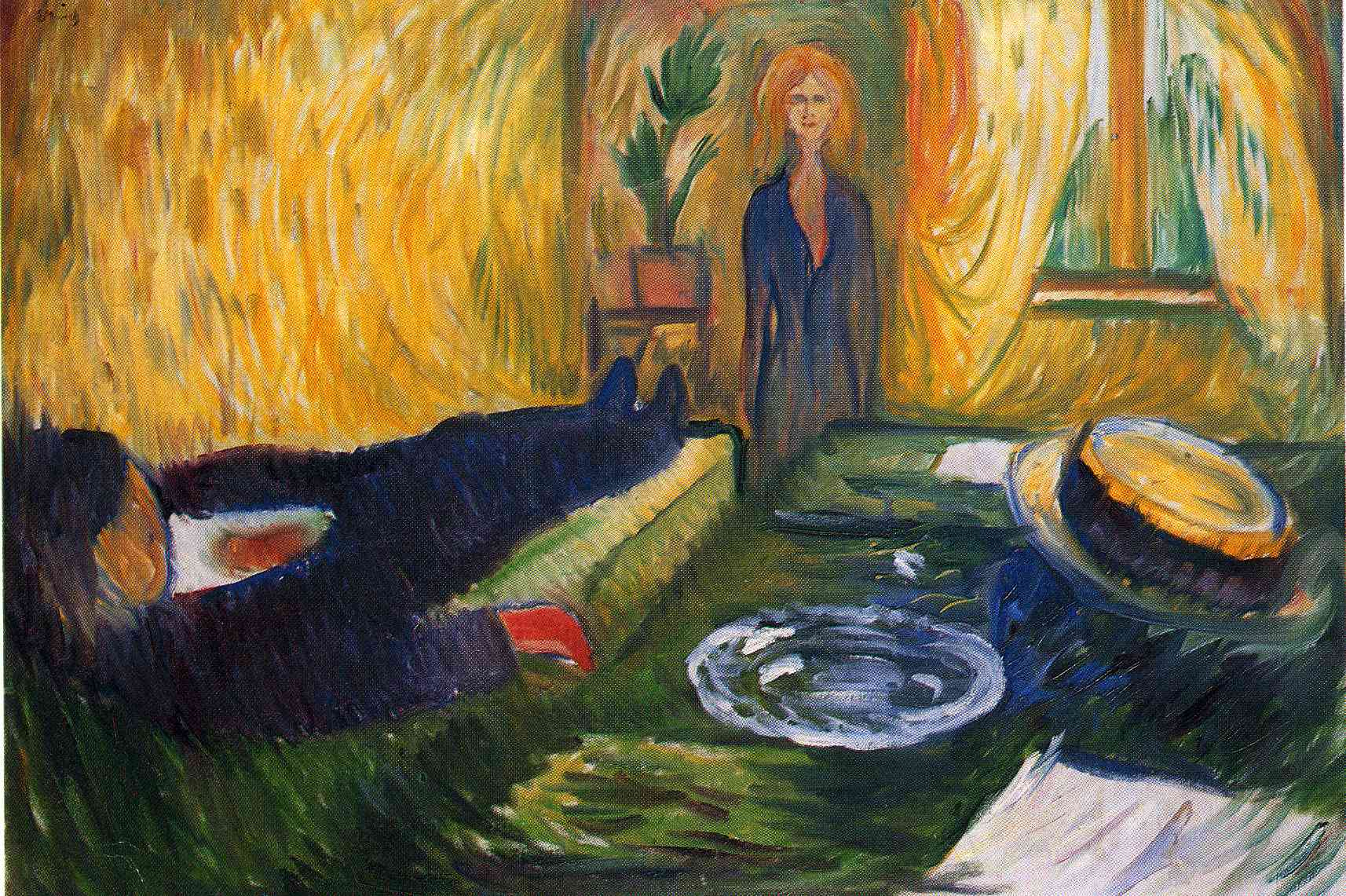
Mord (1906), Öl auf Leinwand, 69,5 × 100 cm, Munch-Museum Oslo
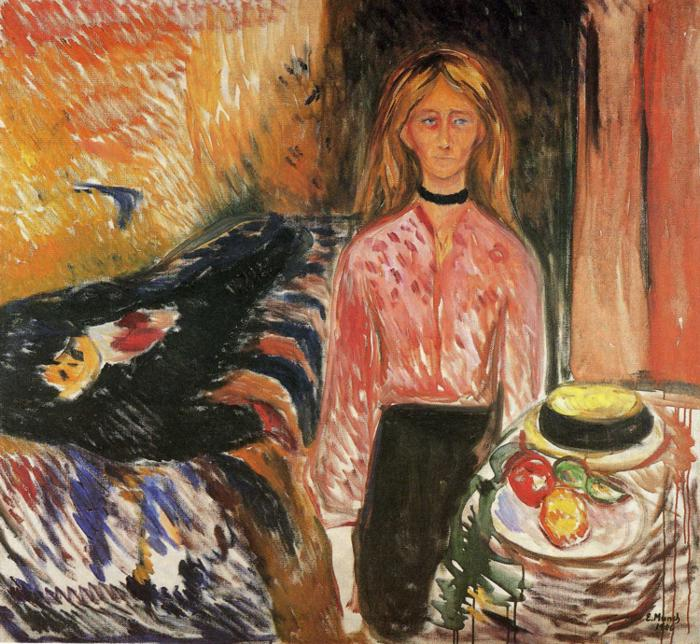
Die Mörderin (1906), Öl auf Leinwand, 110 × 120 cm, Munch-Museum Oslo
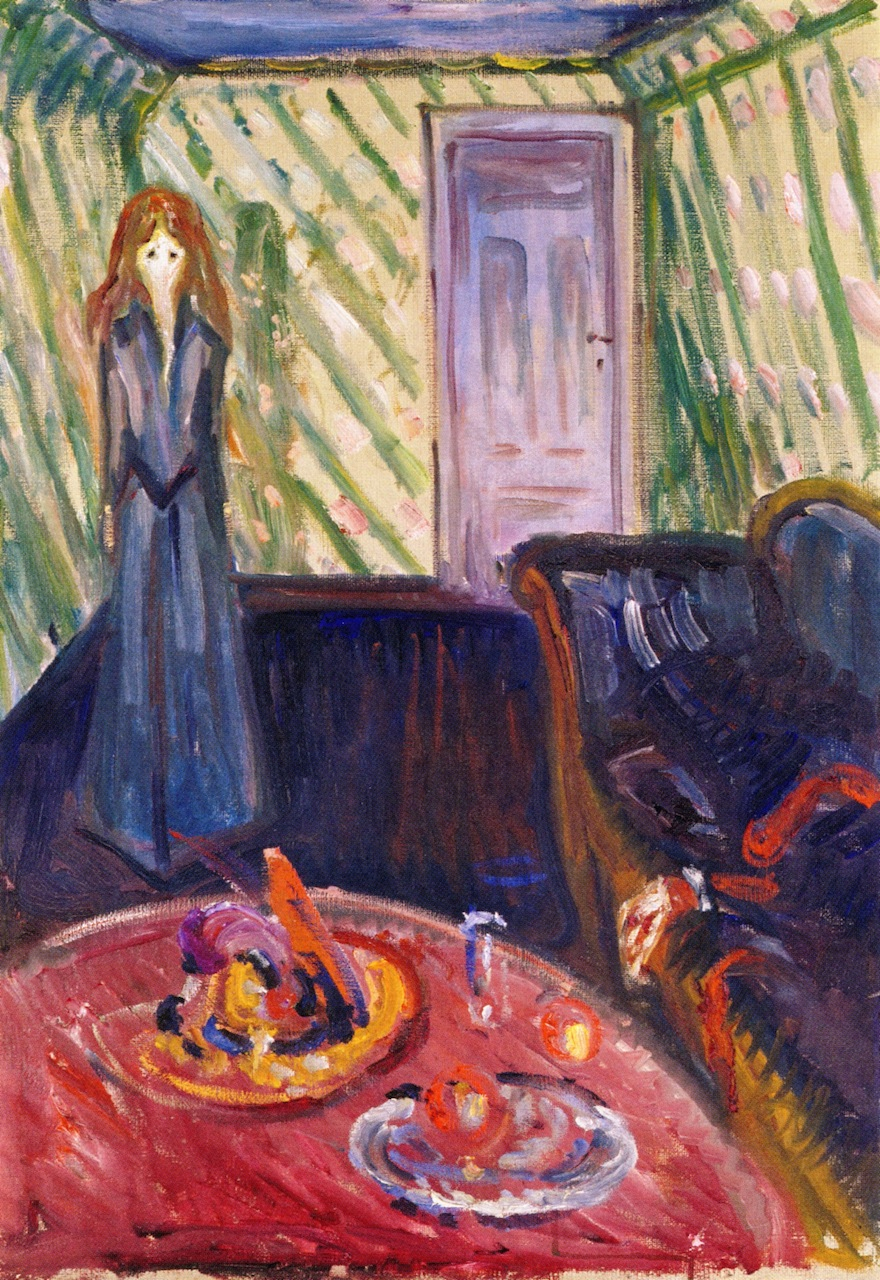
Die Mörderin (1907), Öl auf Leinwand, 89 × 63 cm, Munch-Museum Oslo
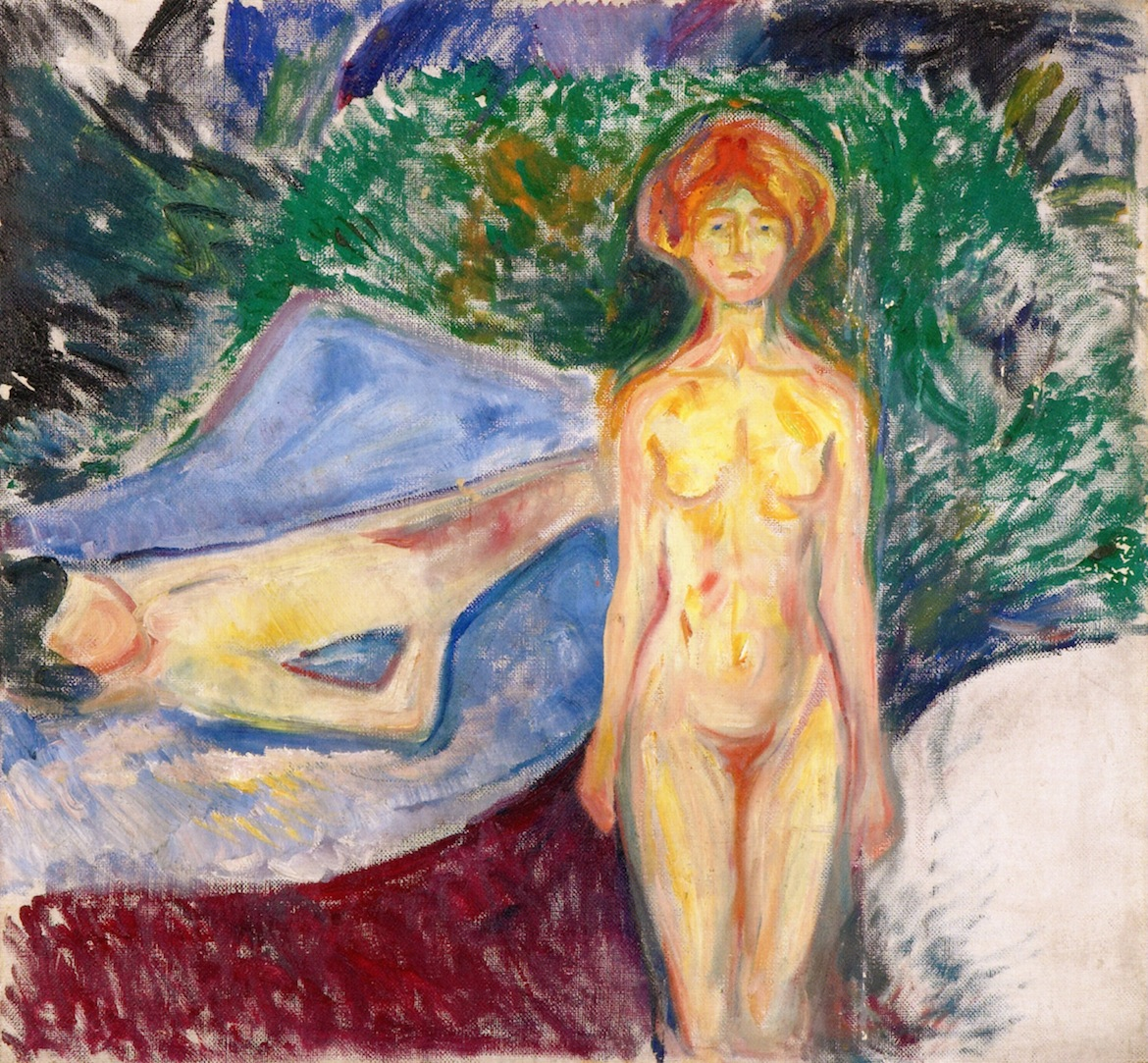
Marats Tod (1906/07), Öl auf Leinwand, 70 × 76 cm, Munch-Museum Oslo

Eine erste Fassung, in der Munch sein persönliches Erlebnis mit dem historischen Ereignis der Ermordung Jean Paul Marats durch Charlotte Corday in Verbindung brachte, entstand in den Jahren 1906/07. Laut Anni Carlsson steigerte er in dem Motiv sein eigenes Erlebnis durch „Aneignung einer mythisch-historischen Situation“. Für Reinhold Heller tritt in den Bildern eine „persönliche Mythologie“ an „die Stelle des Faktischen“. Munch verzichtete auf alle spezifischen Details des realen Geschehens und entblößte seine Protagonisten vollständig. Marats Tod I entstand im Frühjahr 1907 in Berlin, Marats Tod II sechs Monate später in Warnemünde. An einer Lithografie des Motivs arbeitete Munch laut Inschriften schon 1904/05. Gerd Woll hält eine so frühe Fertigstellung allerdings für unwahrscheinlich und gibt auch bei der Lithografie das Entstehungsdatum 1906/07 an. Auch in der neuen Technik der Fotografie nahm sich Munch in einem Selbstporträt im Bett liegend in einer Pose „à la Marat“ auf.

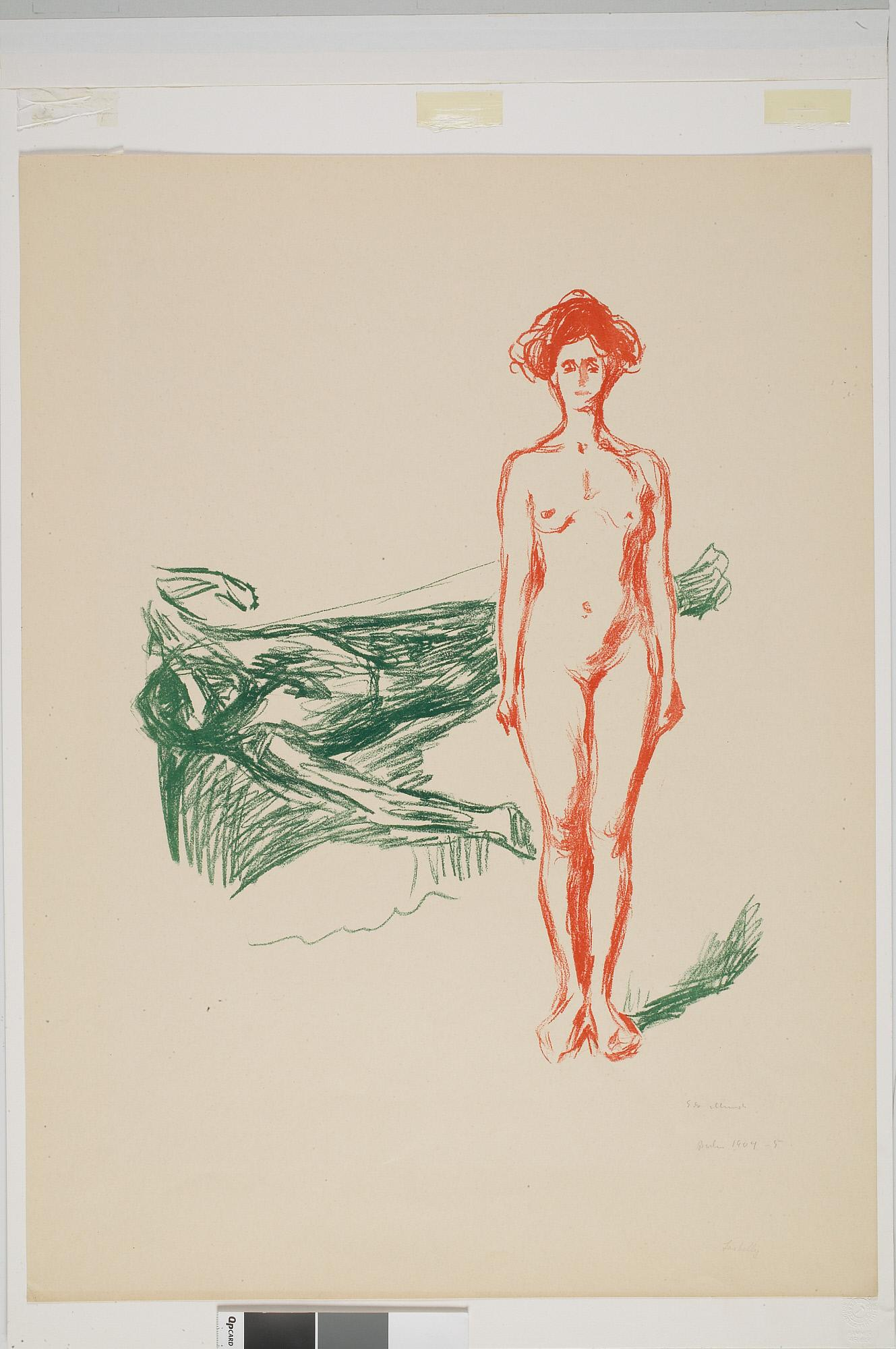
Marats Tod (1906), Lithografie, ca. 43,5 × 35,5 cm, Munch-Museum Oslo
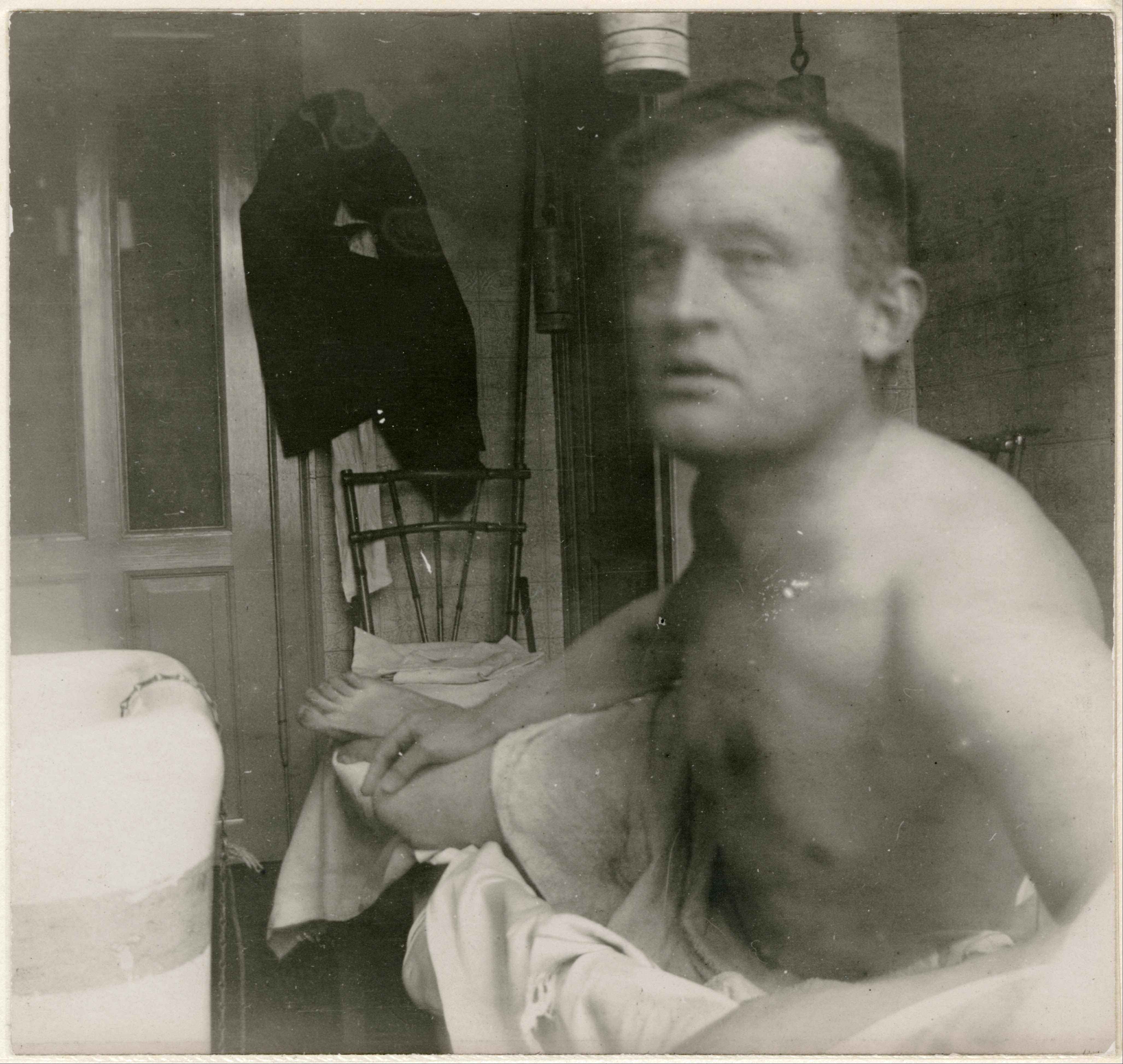
Selbstporträt „à la Marat“ (1908), Fotografie, 8,1 × 8,5 cm, Munch-Museum Oslo

Durch die Arbeit an dem sehr persönlichen Motiv fühlte sich Munch erschöpft und ausgelaugt. Seinem Freund Christian Gierløff berichtete er: „Mein und meiner geliebten Jungfrau Kind [die Wendung ist eine Anspielung auf Ibsens Drama Hedda Gabler, mit dessen Titelheldin Munch Tulla Larsen identifizierte] «Marats Tod» (ich trug mich 9 Jahre lang mit dieser Idee) – das ist ein Gemälde, das viel Kraft erforderte. Übrigens betrachte ich es nicht als ein Hauptwerk, eher als Experiment. Du darfst gern den Feinden mitteilen, daß das Kind nun geboren und getauft ist. Es hängt im L’Indépendant.“ An seinen Mäzen Ernest Thiel schrieb er: „Es dauert lange, ehe man nach diesem Bild wieder zu Kräften kommt.“

Vampir (1893), Öl auf Leinwand, 80,5 × 100,5 cm, Kunstmuseum, Göteborg
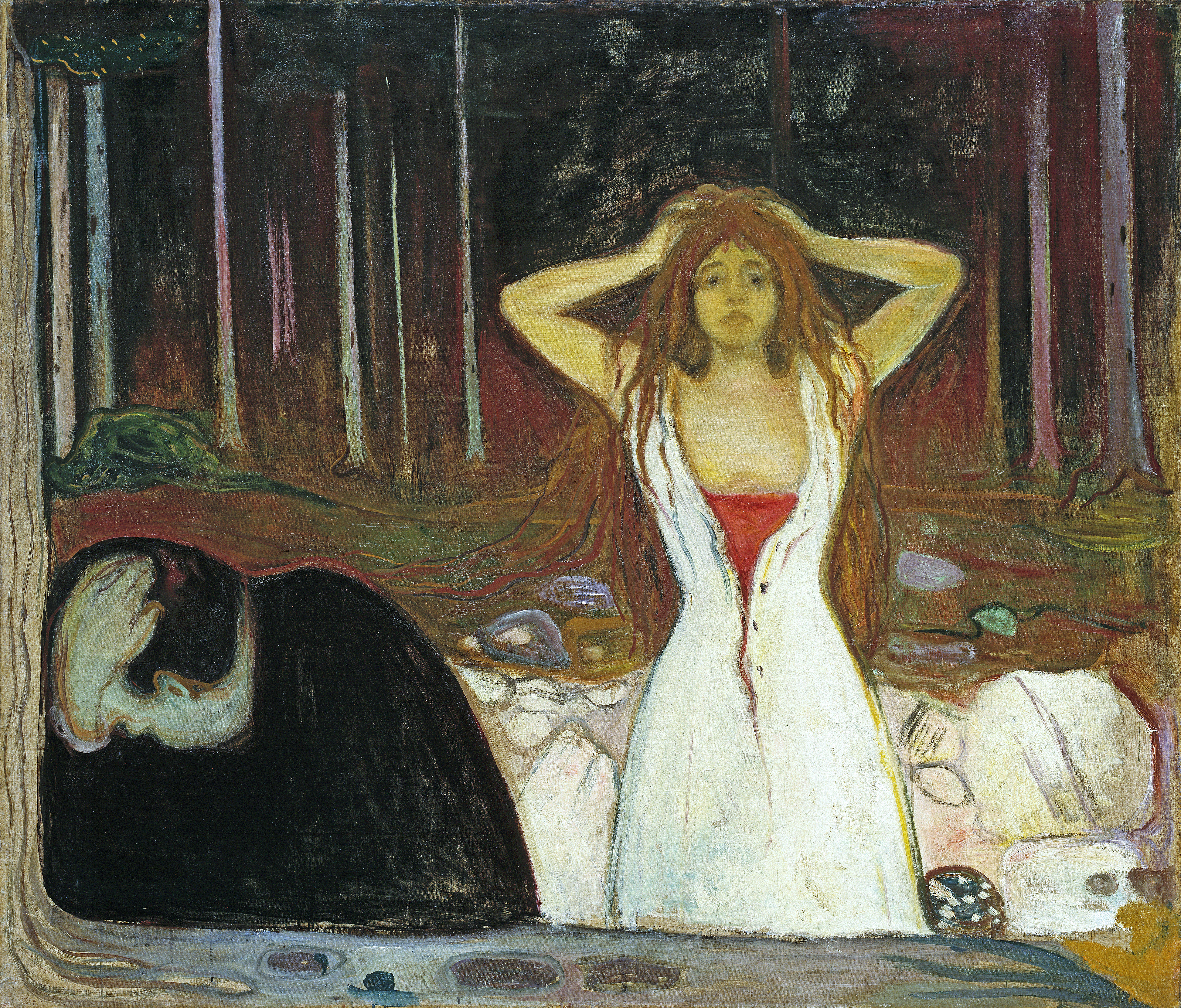
Asche (1895), Öl auf Leinwand, 120,5 × 141 cm, Norwegische Nationalgalerie, Oslo
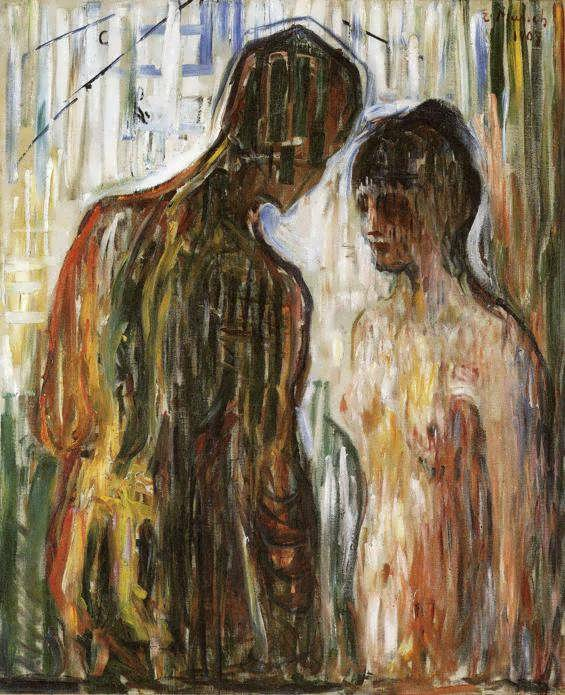
Amor und Psyche (1907), Öl auf Leinwand, 119,5 × 99 cm, Munch-Museum Oslo
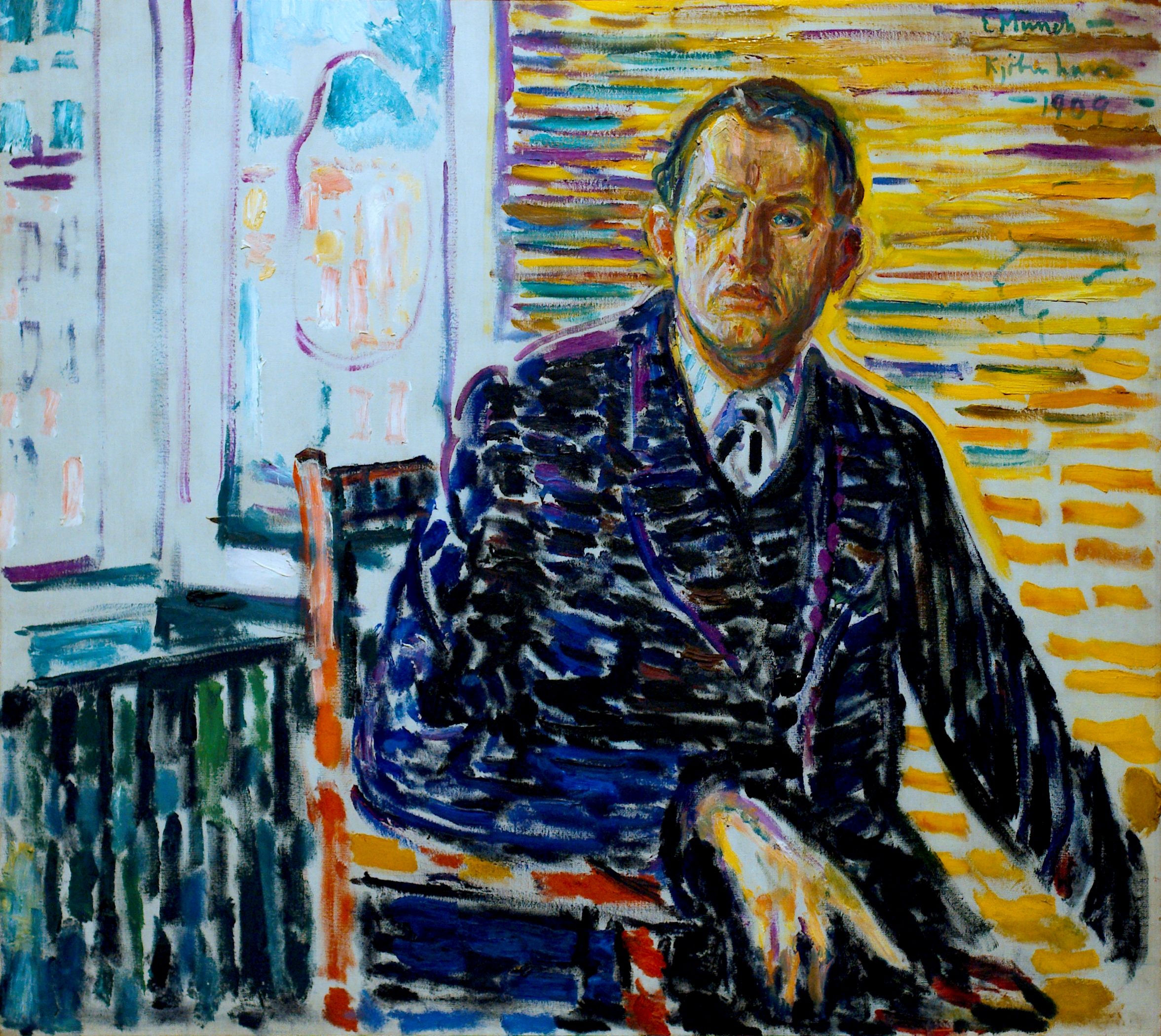
Selbstporträt in der Klinik (1909), Öl auf Leinwand, 100 × 110 cm, Kunstmuseum Bergen
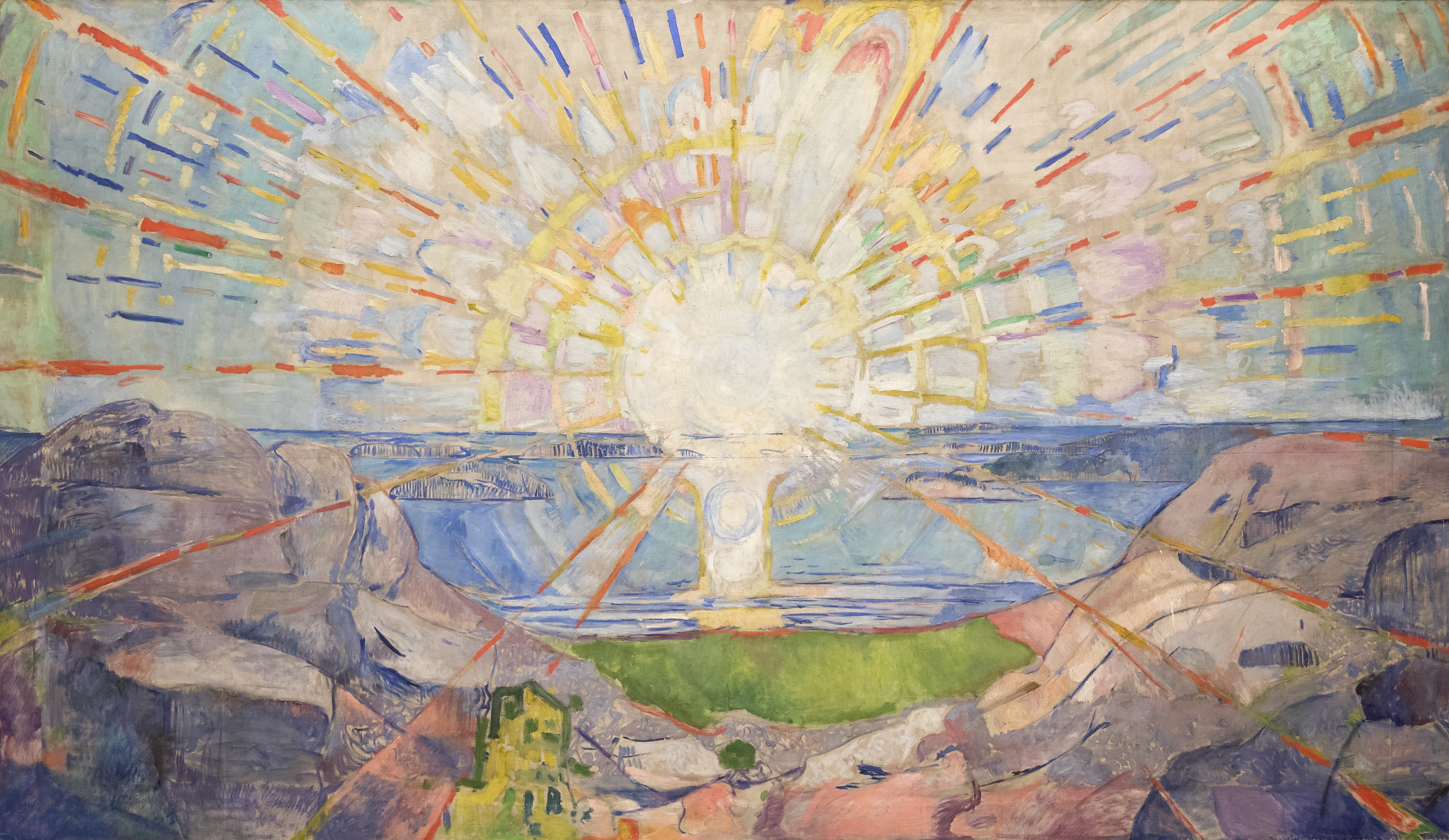
Die Sonne (1911), Öl auf Leinwand, 455 × 780 cm, Universität Oslo

Laut Reinhold Heller spielen viele Motive des Lebensfrieses in Marats Tod hinein und wurden von Munch in einer „grelleren, gequälteren Szenerie“ wiederholt, so etwa die dominierende Frauenfigur in Vampir und Asche mit einer vergleichbar erstarrten Pose. Den als „Experiment“ bezeichneten Stil der breiten horizontalen und vertikalen Striche von Marats Tod II wiederholte Munch in einigen anderen Bildern, so in Amor und Psyche (1907) und in Selbstporträt in der Klinik (1909). Auch in dem Monumentalgemälde Die Sonne (1911) für die Aula der Universität von Kristiania griff Munch auf diese „Streifentechnik“ zurück. Die durch Tulla Larsen und die Ereignisse des Jahres 1902 ausgelöste Obsession hatte Munch durch die Marat-Bilder allerdings erfolgreich exorziert. Im Jahr 1908 fühlte er sich wieder voller neuen Tatendrangs. Erst 1930 kehrte er mit einer Reihe von Zeichnungen, Gemälden und einer Lithografie zu den Figuren Corday und Marat (dieser nun im Bad sitzend) zurück.

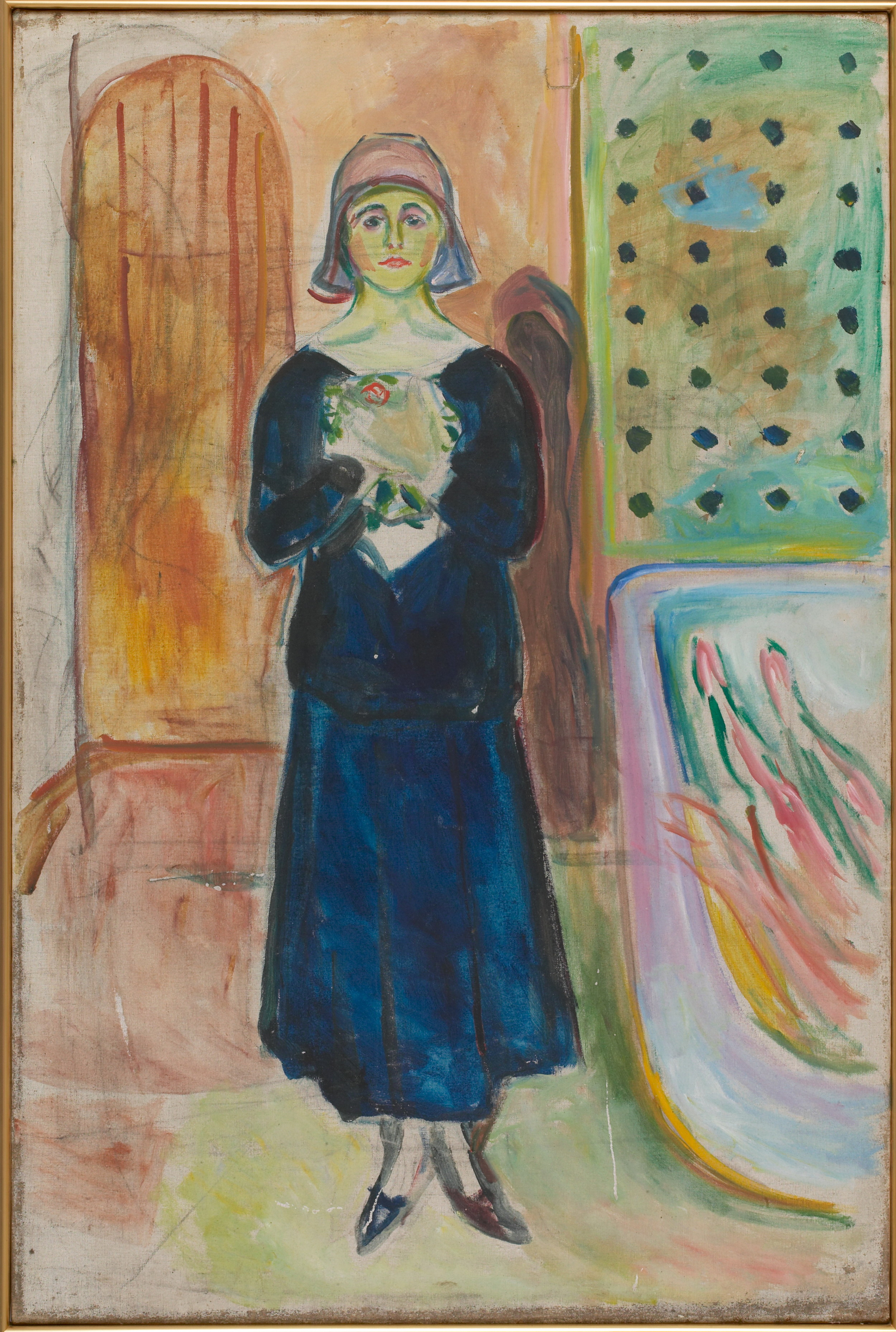
Charlotte Corday (1930), Öl auf Leinwand, 120,5 × 81 cm, Munch-Museum Oslo
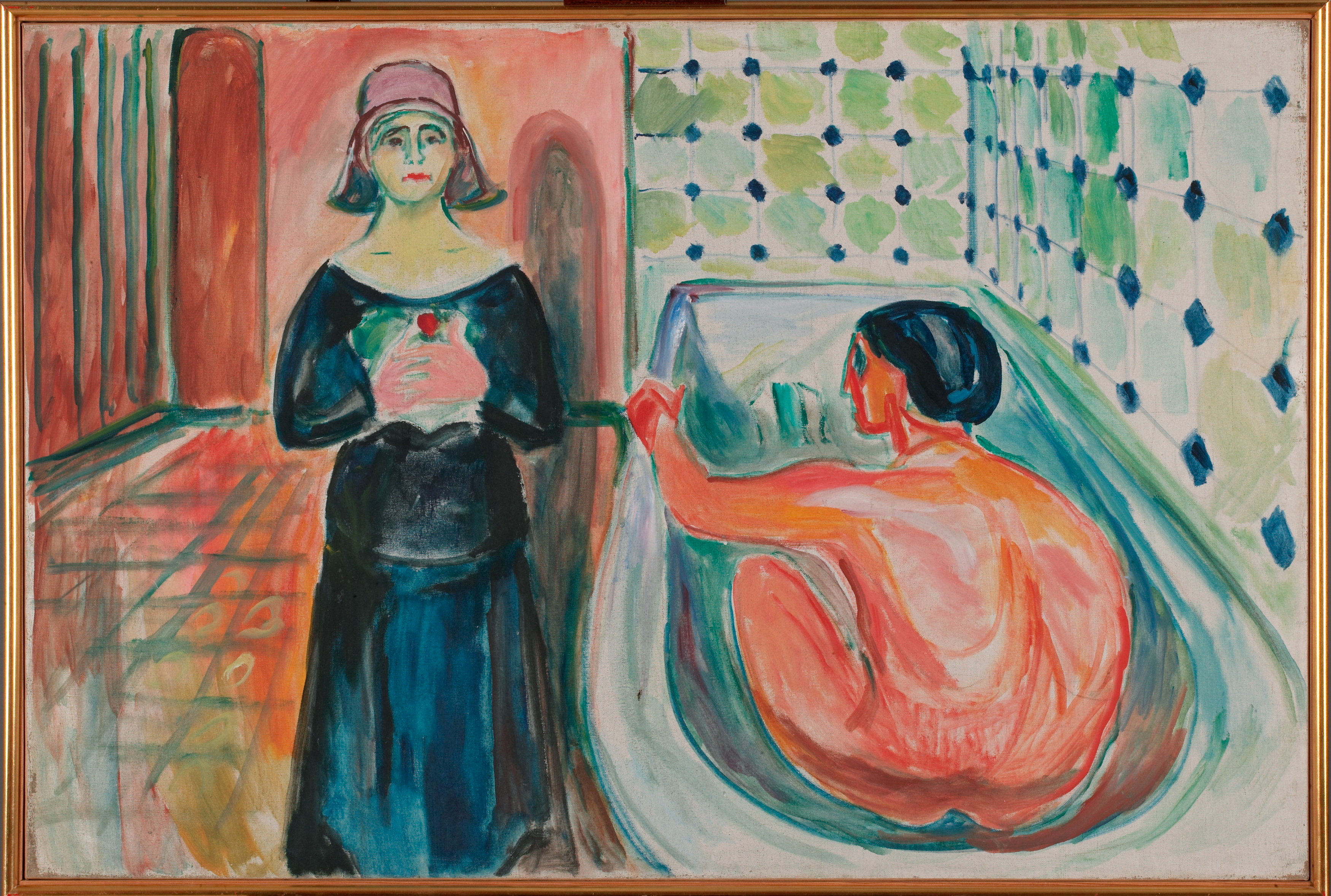
Marat in der Badewanne und Charlotte Corday (1930), Öl auf Leinwand, 80,5 × 120,5 cm, Munch-Museum Oslo
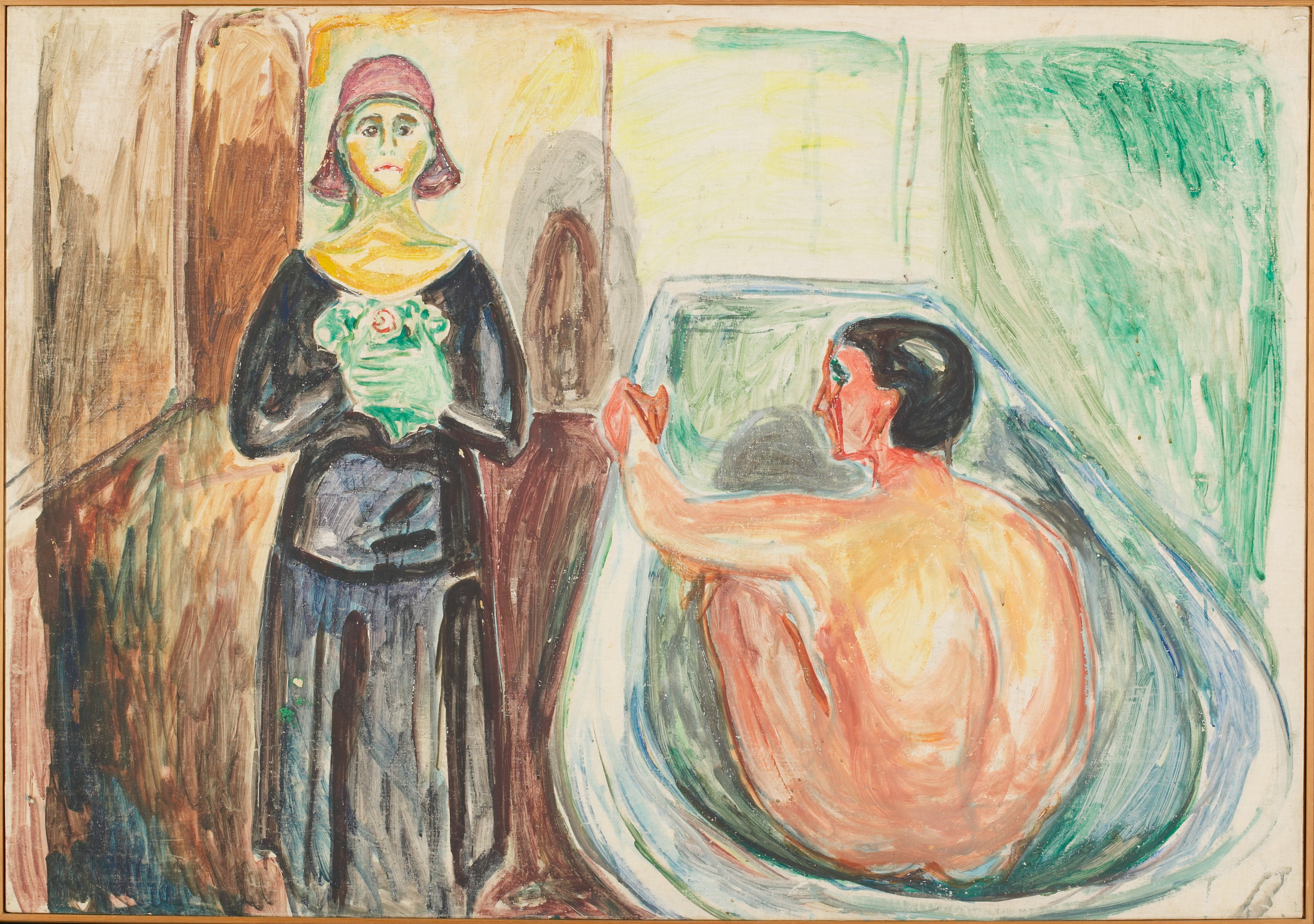
Marat in der Badewanne und Charlotte Corday (1930), Öl auf Leinwand, 83 × 119 cm, Munch-Museum Oslo
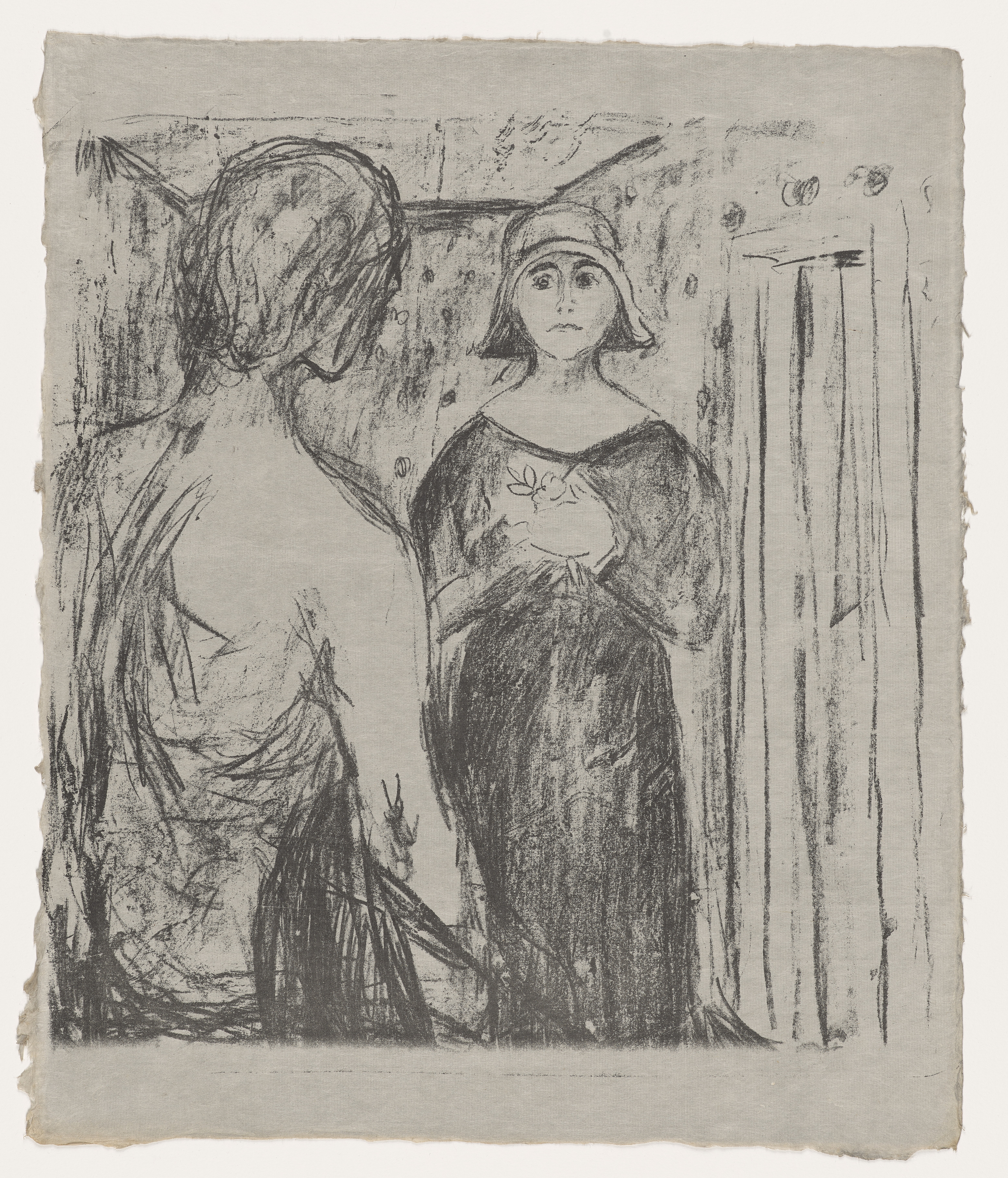
Marat und Charlotte Corday (1930), Lithografie, 51,8 × 41,7 cm, Munch-Museum Oslo